# Vagão para fumantes

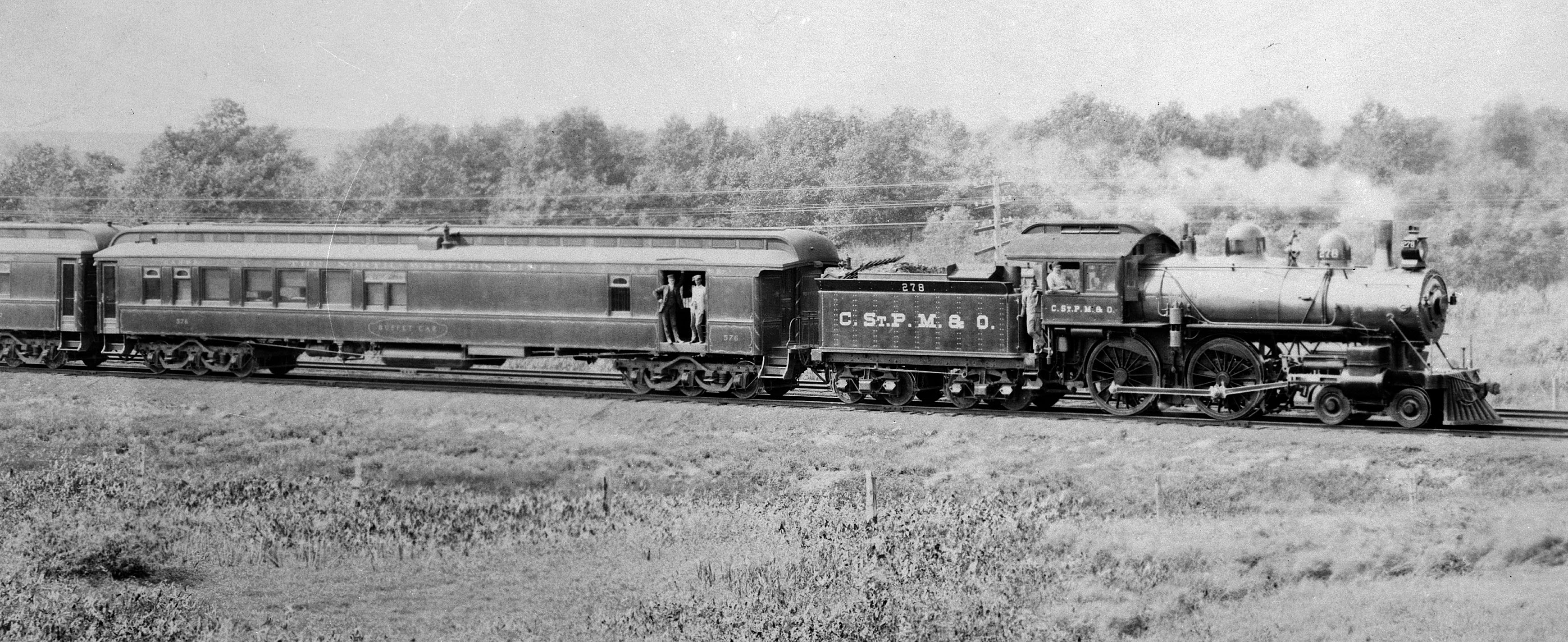
Os vagões para fumantes, como este vagão combinado, eram normalmente transportados em uma extremidade do trem para que os passageiros pudessem passar por outros vagões e vagões-dormitório para chegar ao vagão-restaurante sem passar pela fumaça.

Um vagão para fumantes (em inglês:  smoking car) era um tipo de vagão em que era permitido aos passageiros fumar, embora fosse proibido em outras partes do trem de passageiros.
Durante o final do século XIX, quando relativamente poucas mulheres fumavam, os trens de passageiros norte-americanos mantinham a maioria das áreas de assentos de passageiros livres de fumo, incluindo áreas isoladas para fumar. Trens mais longos podiam incluir um ou dois vagões abertos designados como tipo PN pela American Railway Association, enquanto trens mais curtos podiam incluir um vagão combinado designado como tipo CS com uma antepara separando dois compartimentos. Um compartimento era usado para transportar bagagem, enquanto o outro tinha assentos para passageiros. Esses vagões para fumantes tinham pisos sem carpete e os assentos geralmente não tinham estofamento para minimizar os danos causados pelas cinzas quentes. Os vagões geralmente tinham escarradeiras e alguns incluíam um bar.
O vagão para fumantes, às vezes chamado de vagão-clube, era considerado um lugar onde os homens podiam relaxar, entretendo-se com canções e histórias de humor impróprio sem ofender os outros passageiros. Alguns homens que não fumavam gostavam da atmosfera, alegando que a fumaça afastava insetos e doenças contagiosas. Fumar na Amtrak foi proibido em 1993 por meio de uma política interna e oficialmente banido e estendido aos cigarros eletrônicos pelo Banning Smoking on Amtrak Act de 2019.